# Герман Бем
Герман Бем (нім. Hermann Boehm; нар. 18 січня 1884, Рибник — пом. 11 квітня 1972, Кіль) — німецький воєначальник часів Третього Рейху, генерал-адмірал Крігсмаріне (1941).

## Біографія
1 квітня 1903 року в віці 19 років вступив у кайзерліхмаріне кадетом, де пройшов базову підготовку на вітрильному судні SMS Stein. У 1905 році закінчив військово-морське училище зі спеціальним курсом. З 1 жовтня 1909 року — командир роти 4-го морського артилерійського батальйону, з 15 вересня 1910 року —командир роти 2-ї дивізії міноносців, з 1 грудня 1911 року — командував міноносцями, одночасно в 1915-18 роках прапор-лейтенант 6-ї флотилії міноносців.
Під час Першої світової війни брав участь в битві при Скагерраці (1916). З 28 липня 1918 року — ад'ютант штабу військово-морської станції «Нордзе». 16 березня 1919 звільнений за скороченням з флоту.
Перше звільнення тривало лише рік, після чого Герман Бем знову повернувся на службу, що і стало початком його стрімкого кар'єрного просування: з 1926 року він обіймає посаду командувача 2-й мінно-торпедної флотилією; з 1932 по 1933 рік Бем керує штабом командування флоту;
В 1934 році призначений командиром лінійного корабля SMS Hessen;
У 1934-38 роках, в тому числі і під час Громадянської війни в Іспанії, займав пости командувача розвідувальними силами флоту (25 вересня 1934 — 27 вересня 1937) і командувача німецькою ескадрою в Іспанії (25 серпня — 5 жовтня, 14 листопада — 15 грудня 1936 року, 20 березня — 14 травня, 23 червня — 3 серпня 1937 року).
З 4 жовтня 1937 року —командувач-адмірал військово-морської станції «Нордзе». З 1 листопада 1938 року — командувач надводним флотом Німеччини.
1 листопада 1938 року Бема призначили командувачем флоту, але довго на цій посаді він не затримався. Його звільнили від командування не через допущення грубих помилок, і взагалі не в силу будь-яких службових міркувань. Адмірала Бема відсторонили лише тому, що Еріха Редера образило формулювання наказу, випущеного одним з офіцерів Бема, в якій грос-адмірал побачив глузування над одним зі своїх численних рішень. Як відомо, Еріх Редер дуже болісно ставився до будь-якої критики на свою адресу. Наслідком цих подій стала відставка Бема і заміна його Вільгельмом Маршаллом 21 жовтня 1939 року.
Незважаючи на вигнання Германа Бема, його здібності ніколи не ставилися під сумнів. Через деякий час Бем призначається командувачем силами крігсмаріне в Норвегії. Бем займав цей пост до піднесення в 1943 році грос-адмірала Карла Деніца, який відправив його в повторну відставку за недостатню віру в націонал-соціалізм, протидію заходам, які здійснював в Норвегії імперський комісар Йозеф Тербофен, а головне, через те, що Деніц, подібно Редеру, позбувався будь-якого старшого офіцера, який загрожував його службовому становищу. Після річної відставки Герман Бем з 1 березня 1944 року обіймав посаду головного інспектора військово-морських установ. 31 березня 1945 року подав прохання про відставку.

## Нагороди
Військова кар'єра
- 1 квітня 1903 — фенріх-цур-зее
- 28 вересня 1906 — лейтенант-цур-зее
- 13 жовтня 1908 — обер-лейтенант-цур-зее
- 19 вересня 1914 — капітан-лейтенант
- 1 січня 1922 — корветтен-капітан
- 28 вересня 1929 — фрегаттен-капітан
- 1 липня 1930 — капітан-цур-зее
- 1 жовтня 1934 — контр-адмірал
- 1 квітня 1937 — віце-адмірал
- 1 квітня 1938 — адмірал
- 1 квітня 1941 — генерал-адмірал

- Срібна медаль «Ліякат» (Османська імперія; 23 листопада 1903)
- Пам'ятна медаль землетрусу в Калабрії та Сицилії (Королівство Італія; 17 березня 1911)

- Залізний хрест
  - 2-го класу (10 лютого 1915)
  - 1-го класу
- Військовий Хрест Фрідріха-Августа (Ольденбург)
  - 2-го класу із застібкою «Перед обличчям ворога»
  - 1-го класу
- Королівський орден дому Гогенцоллернів, лицарський хрест з мечами (18 серпня 1917)
- Морський нагрудний знак «За поранення» в чорному (1 грудня 1918)

- Почесний хрест ветерана війни з мечами (27 грудня 1934)
- Медаль «За вислугу років у Вермахті» 4-го, 3-го, 2-го і 1-го класу (25 років; 2 жовтня 1936) — отримав 4 нагороди одночасно.
- Орден Медауйя, великий хрест (Іспанське Марокко; 5 квітня 1938)
- Орден Заслуг (Угорщина), великий хрест (21 грудня 1938)
- Офіційне подарункове фото Адольфа Гітлера (22 березня 1939)[2]
- Медаль «У пам'ять 1 жовтня 1938» (22 травня 1939)
- Медаль «За Іспанську кампанію» (Іспанія)
- Іспанський Хрест в золоті з мечами (6 червня 1939)
- Орден морських заслуг (Іспанія), великий хрест білого дивізіону (25 серпня 1939)
- Застібка до Залізного хреста
  - 2-го класу (14 жовтня 1939)
  - 1-го класу (6 травня 1940)
- Медаль «У пам'ять 22 березня 1939 року» (26 жовтня 1939)
- Орден військових заслуг (Іспанія), великий хрест білого дивізіону (12 січня 1941)
- Орден Корони Італії, великий хрест (3 квітня 1941)
- Нагрудний знак флоту (14 серпня 1941)
- Німецький хрест в золоті (20 листопада 1941)
- Почесний кинджал крігсмаріне (10 березня 1943)